# ゆうやけこやけ
ゆうやけこやけはサンセットゲームズが2006年に発売したテーブルトークRPG（TRPG）。ゲームデザインは神谷涼。「ほのぼのあったかろーるぷれいんぐげーむ」というジャンルを名乗っており、戦闘などの殺伐としたシーンが一切発生しない、絵本のようなやさしい世界観をテーマにしたゲームとなっている。略称は「ゆうこや」。

## 概要
プレイヤーキャラクター（PC）は人に化けることが出来る、「変化（へんげ）」と呼ばれる力を持つ動物になり、困っている人を助けるのが目的となる。（『ごんぎつね』や『つるのおんがえし』などの日本昔話がもっともわかりやすいイメージソースだろう）　
ゲームの舞台となる場所は現代日本の郊外都市が基本となっているが、「ほのぼの」したストーリーさえ作ることができるのならば国や時代は問わない。ルールブックには「一名町」というサンプルの都市が設定されている。

## システム
ゲームの進行にダイスやカードなどのランダマイザーを一切使わないという珍しいTRPGで、全てがロールプレイ（キャラクターとしての演技）のみによって進行する。システム的には天羅万象などからの系譜であるロールプレイ評価ルールが実装されたゲームとなっている。

### 行為判定
PCが何か行為判定を行うには、「想い」というポイントを消費することになる。「能力値＋消費した想いポイントの数」が行為判定の目標値を超えていれば判定は成功とみなされる。
この「想い」ポイントをPCがどれだけ持てるかは、シナリオに出てくるNPCとの「つながり」の強さによって変わる。「つながり」のレベルが高ければ高いほど、シーンの開始時にNPCから想いポイントを大量に与えられる。

### キャラクター作成
プレイヤーは「狐」「狸」「猫」「犬」「兎」「鳥」の6種の「正体」から一つを選びキャラクターを作成する。
PCの能力は「能力値」「基本能力」「弱点」「追加能力」によって表現される。このうち「能力値」と「弱点」はプレイヤーによって任意に決定され、「基本能力」は「正体」、「追加能力」は「弱点」に対応して得られる。

### つながり
「つながり」とは、他人に対してどのような感情を持っているかを表すパラメーターである。「好意」「愛情」「保護」「信頼」「家族」「憧れ」「対抗」「尊敬」「恋」「受容」の10種類の感情があり、また、それぞれの感情にはレベルが設定される。「私のPCは○○くんに対して4レベルの好意を抱いている」などと表現されるわけである。
この「つながり」は、PCから他のPCへ持つものであるが、NPCから自分のPCにつながりを持ってもらうことも可能である。このゲームでは、
シナリオに出てくるNPCと初めて出会うたびに印象判定というものを行う。（もちろん、ダイスは使わない）
その印象判定の結果で、NPCが自分のPCに対してどのような感情でどれくらいのレベルの「つながり」を持ってくれているかが決まる。
シナリオの毎シーンの開始時、NPCにつながりを持ってもらっているPCは、そのレベルに応じた想いポイントを貰うことができる。

### 夢
「夢」とは、一度決定した「つながり」を成長させることができるポイントのことである。
「夢」ポイントはPCが『いいこと』や『ほのぼのしたこと』をロールプレイ（キャラクターとしての演技）として表現できたときに、ゲームマスター（GM）から与えられる。また、この夢ポイントはプレイヤーから別のプレイヤーに与えることもできる。

### 変身
「ゆうやけこやけ」の全てのPCが持っている能力のひとつが、人に化ける能力である。
「ゆうやけこやけ」において、PCは普段、動物と変わらない姿をしている。PCは「変身」することによって「完全な人間の姿」「しっぽ」「耳としっぽ」の3段階のいずれか（なお、鳥の場合では耳としっぽではなく翼を見せることになる）の姿に化けることができる。
「変身」には、必要なコストとして「想い」または「ふしぎ」を支払わなければならない。変身に必要なコストは選択した姿と時間帯によって決まり、より人間に近い姿に変身するのには多くのコストが必要になる。また、時間帯については、朝昼が最もコストが大きく、次いで夜、最もコストが小さいのが夕方となっている。
参考までに、「夕方に耳としっぽを出した状態で人に化ける」場合、コストを支払わずに「変身」することができる。

### 戦闘
「ゆうやけこやけ」では戦闘ルールは存在するが、町からのつながりが減るなどのペナルティの大きさから「わりにあわないもの」としてこれを行うべきでないとシステム的に排除している。同じコンセプトで戦闘をシステム的に排除した作品としては、ウィッチクエストが存在する。

## 製品一覧

### つぎはぎ本舗版
- ほのぼのあったかろーるぷれいんぐ　ゆうやけこやけ ISBN 4-902918-09-9
基本ルールブック。
- もののけこやけ ISBN 4-902918-12-9
サプリメント。妖怪、おばけ、幽霊、宇宙人などをキャラクターとして表現できる。
- ひとつなこみち ISBN 4-902918-18-8
サプリメント。蜘蛛、ムカデ、蛇といった土地神である「古い変化」が表現でき、また、今までのルールブック・サプリメントに登場したデータを利用してオリジナルの変化を作成できる。オリジナル変化の例として亀も掲載されている。
- 東方ゆうやけこやけ[1]
スタッフとしてクレジットされているサークル「つぎはぎ本舗」による同人サプリメント。『東方Project』のキャラクターを表現できる非公式の二次創作データとリプレイを収録したもの。
- これからのみち ISBN 4-902918-19-6
サプリメント。「人間」をキャラクターとして扱う。人間は不思議な力を何も持たないが、「つながり」を拡張させる「想い」を使うことができる。なお、シリーズ完結編と銘打たれている。

### インコグ・ラボ版
- ふしぎもののけRPG ゆうやけこやけ ISBN 978-4-7753-1644-3
基本ルールブック。新種族として”鼠”が追加、『ゆうこや占い』が追加された。
- ゆうやけこやけ さぷりめんと そのいち よいやみこみち ISBN 978-4-7753-1779-2
サプリメント。つぎはぎ本舗版『もののけこやけ』に収録の妖怪キャラクター、および『ひとつなこみち』収録の古い変化キャラクターとオリジナル変化の作成法に加え、追加のもののけデータと新たなサンプルシナリオを収録したもの。

## その他
- 表紙や基本ルールブックのイラストレーターはいけ。なお、いけの連載作品ねこむすめ道草日記の背景世界は、このゲームの背景世界とほぼ同じ雰囲気を持つ。